# Акуша-Дарго
Акуша-Дарго (Акушинский союз) — историческое государство на территории Дагестана, представлявшее из себя союз вольных обществ с центром в селе Акуша. Включало территории нынешних Левашинского и Акушинского районов.

## История

### Образование союза
В середине XI века феодальное государство Шандан распалось в результате борьбы с Дербентом и его союниками. Вплоть до XV века нет никаких надёжных письменных сведений об Акуше. Первое же упоминание Дарга (Дарго) происходит в на полях арабской рукописи в связи с вторжением тимуридов в этим земли. После разорения верхнедаргинских обществ Тимуром их земли попали под влияние хунзахских нуцалов. По преданию нуцалы собирали дань с этих земель, но позже верхнедаргинские общества объединились и в сражении в местности близь Цудахара одержали победу над войском нуцала, обретя независимость.
Некоторое время во главе верхнедаргинского союза стояло селение Бутри, затем главенство перешло к селению Усиша. После разрушительной осады Усиша войсками Тимура в 1396 году главной стала Акуша.
В свою очередь Расул Магомедов разделяет историю Дарго на усишинский период, длившийся до 1396 года, на бутринский период, пришедший после и продолжавшийся почти до XV века, и на акушинский период, наступивший позже, но который начал обозначаться еще в начале XV века.

### Бутринский период в Дарго
В рукописи «История Кара-Кайтага» пишется что в те времена дела Дарго разбирали в Бутри, дела Хайдака в Хабши, дела Ирчамула в Уркахи (Ургахи). Около 1305-1306 годов кадием Хайдака был Манас Бутринский, сын Нуха ал-Бутри, осевшего в селении Баршамай.
В это же время кадием (или предводителем) Дарго являлся превосходный Шайхмухаммад из селения Бутри. Он умер в бою против неверующих Кубачи, упоминается что он напал и убил 40 неверующих своей тростью, которая осталось ему от шейха ал-Бакуви. Хоть он и упоминается как современник кадия Манаса Бутринского, профессор Расул магомедов считает что на самом деле эти события относятся к 60 годам XV века. Известно что Шейх ал-Бакуви умер между 1457-1463 годами.
Во второй половине XV века общины Хайдака обратились за помощью к Дарго, дабы те помогли им избавиться от правителя-тирана сидевшего в Маджалисе. Они собрались в определённой местности (наиболее вероятно, что около Кища либо Лища) и посоветовавшись меж собой, они дали обет верности вплоть до Дня Суда. Затем выступило войско от Дарго под предводительством Мухаммадали ал-Бутри и войско от кайтагцев в совокупности. Они разрушили город Маджалис и пленили правителя-насильника вместе с его отпрысками. В фольклоре данный поход представлен как газийский поход бутринского кадия с целью внедрения ислама в Харбуке и Маджалисе. В преданиях же Харбука и Маджалиса он сохранился как восстановитель Ислама.

### Отношения сШамхальством
Согласно русским источникам, в 1598 году в Акуше наместником был шевкальский уздень Бурунчи. Согласно хронике Тарих Дагестан, Усиша и Акуша платили шамхалам налог за пастбища в горах, в сто быков. Такая внеэкономическая форма власти была прервана уже через некоторое время, когда шамхальские наместники поголовно были истреблены верхнедаргинцами за беззаконие. Наместниками являлись «талханы» которые выступали как общедаргинская привилегированная сословная группа, имевшие даргинское происхождение и язык.
В 1611 году персидские войска совершили поход на территорию Акуша-Дарго, помогая Гирею Тарковскому вернуть верхнедаргинцев в состав Шамхальства. В битве около селения Усиша войска Акуша-Дарго были разбиты, они потеряли 4400 человек, но отстояли независимость.
В 1612 году персидские войска во главе с Юсуп-Ханом вновь совершили поход на Акуша-Дарго, но потерпели поражение потеряв 2000 человек.
В 1613-1614 годах походы против верхнедаргинцев продолжались, был вновь совершен поход на Усишу, но все они не принесли существенных результатов.
Впоследствии у шамхалов и Акуша-Дарго образовался союз, заключавшийся в том, что шамхал выделял акуша-даргинцам земли на равнине для животноводства взамен на военную помощь. Но все же шамхал не мог их принуждать, чаще всего шамхал просто платил им за оказание военной помощи. Русский историк Семён Броневский в 1823 году писал, что главнейшая сила шамхала состояла в акушинском союзе.
Акушинский кадий со второй половины XVIII века присутствовал на коронации шамхала, и более того сам его короновал. Согласно Гасану Алкадари, в этот период «стало адатом в Дагестане назначать шамхалов всегда соответственно мнению акушинского народа». По мнению ряда историков, кадий мог не утвердить на трон шамхальства неугодную кандидатуру для Акуша-Дарго.

### Феодальная борьба в Закавказье
Акушинцы принимали активное участие в войнах на территории современного Азербайджана на стороне кубинского хана Фатали. Согласно Якобу Райнеггсу, акушинские старейшины, вдохновлённые подарками, заключили дружеские отношения и пообещали Фатали-хану за 1000 туманов в год защиту от аварского хана и шамхала. За другие войны на его стороне Фатали обязался оплатить акушинцам их расходы отдельно, согласно установленному обычаю. По словам Райнеггса, акушинцы являлись самыми могущественными защитниками хана, хотя от этого страдали подданные Фатали, которые с трудом удовлетворяли значительные требования акушинцев, предоставляя им продовольствие, одежду и наличные деньги.
В осаде Шемахи в мае-июне 1768 года, наряду с ополчениями кубинцев и дербентцев, на стороне Фатали-хана сражались и наёмные отряды акушинцев и табасаранцев. В том же 1768 году Хусейн-хан Шекинский попытался вернуть Шемаху, но потерпел неудачу, его войска были разбиты а сам он бежал в Аварию. 
Ротмистр Адиль Черкесский описывал это так:
В приезде разведано мною: ...он (Гусейн Шекинский), собрав войско, шел к Шемахе, а Фатали-хан, уведомясь о том, со своей стороны также из акушинцев и прочих тавлинцев войска собрал, а притом и Тарковского шамхала в помощь себе призвал. И как Усейн-хан подошел к Шемахе и одну фатали-ханову партию разбил, то в самое время подоспел на помощь Фатали-хану Шамхал с войском и прочие, которые, совокупно напав на Усейн-хана, одержали победу, и весь лагерь его взяли себе в добычу, и много войска побили и в плен захватили, а сам Усейн-хан с малыми людьми едва бегством и спастись мог... Но бежал Гусейн Шекинский в Аварию — там он попросил помощи у нуцалов.
Помимо акушинцев в Дагестане союзниками Фатали-хана оставались Тарковский шамхал (он же владетель Бойнака), Муртузали Казикумухский, Табасаранский майсум.
Акушинцы также принимали участие в сражении на стороне Фатали-хана в 1773 году, между Хусейн-ханом Шекинским, Агаси-ханом Шекинским, братьями аварского нуцала Булачом и Магомед-Мирзой с одной стороны, и Фатали-хана, с другой. Первые были разбиты, оба брата аварского нуцала пали на поле сражения, Гусейн-хан бежал в Шеки, а Агаси-хан в Котеван.
В 1774 году Мухаммад-нуцал IV выступил против Фатали-хана, соединившись с Агаси-ханом, ему удалось занять Шемаху. Однако, вскоре во главе с набранным ополчением из кубинцев, дербентцев, акушинцев и отрядом бакинского Мелик Мухаммад-хана, Фатали-хан ударил по врагу, причём на помощь к нему прибыло «много народу даргинского». Вблизи Старой Шемахи нуцал был разбит. Обещая ему безопасность, Фатали-хан пригласил его к себе для переговоров, где нуцал был убит акушинцами. Историки Аббас-Кули-ага Бакинханов и Гасан Алкадари пишут, что акушинское ополчение там лидировало и «из-за ненависти, которую они издавна питали к Нуцал-хану, потребовали его смерти».

Али Гасанов, сын Гасана Алкадари, оценивал события в Закавказье следующим образом:
Против врагов-соседей Фатали-хан находил союзников у них в тылу — шамхала Тарковского и кадия Акушинского. Правда, Тарковской иногда выступал против Фатали-хана, но даргинцы обнаружили удивительную верность ему. Все свои победы в Ширване (над Нухинским правителем в 1767 г., над аварцами под Шемахой в 1774 г. и пр.) он (Фатали хан) одержал с помощью даргинцев.

### Даргинцы иШейх Али-хан
После смерти Фатали-хана, акушинцы оказывали поддержку и его сыну Шейх Али-хану.
Собрав войско из своих людей, а также наняв до 4 тысяч даргинцев, в 1798 году, хан вторгся в Сальянское владение и взял его. Но Шейх-Али, «совершив ряд грехов», восстановил против себя население и вернулся в Дербент.
В Дербенте Шейх-Али сильно заболел, ожидалось, что он умрёт. Случившимся воспользовался Сурхай, который двинулся завоёвывать Кубинское ханство. Он послал сына Нух-бека с войском в Кубу, те обманули горожан, будто прибыл прежний кубинский хан Хасан-бек, брат Шейх-Али, проживавший в Кайтаге. Поверив этому, горожане ввели их, и тогда Нух-бек вступил в управление. Пробыв у власти около полутора месяцев, Нух-бек и Сурхай-хан, который был в Кулларе, вернулись в свои владения, так как Шейх-Али-хан, попросив помощи у шамхала и наняв даргинцев, стянул в Кубинский уезд до десяти тысяч войск и, отправившись за ними, сразился с Сурхай-ханом и рассеял его войско. После кровавой битвы Сурхай бежал, а Шейх-Али-хан дал разграбить имущество и баранту кюринских селений, расположенных ниже Кабира, и вернулся с войском в свой край. Бакинханов в свою очередь говорит что Шейх Али хан разграбил все до селения Чираг.
В 1805 году Шейх-Али сообщал акушинскому и цудахарскому кадиям о намерении воевать против гяуров и писал, что прибыли гонцы шаха Персии «с известиями, с уверением нас и вас о больших милостях и с предложением, чтобы мы отправили к шахскому двору избранных людей, а потому сообщаем вам это известие на тот конец, чтобы и вы прислали лучших людей, дабы с нашими людьми отправиться ко двору шаха».
3 октября 1806 года русские войска взяли без боя Баку, после чего двинулись на Кубу. При подходе к городу войск, возглавляемых генералом Булгаковым, Шейх-Али-хан выступил с просьбой о прощении и приведении его к присяге. Куба была захвачена без боя, а Шейх-Али-хан отстранён от управления. Ему разрешили проживать в своей деревне безвыездно. После этого Шейх-Али за 20 дней набрал из даргинцев и иных горцев «около 10000 отборных людей». Это вызвало недоверие и беспокойство со стороны русских. Он вместе со своими сторонниками бежал к Сурхай-хану Казикумухскому.
Вскоре в этом же году хан со своим войском вернулся в Кубу, однако его разбили русские войска у деревни Сархи. Шейх Али-хан бежал в Табасаран к своему зятю Абдулла-беку Ерсинскому
В январе 1809 года, после неоднократных отказов русским властям приехать в Тифлис и дать присягу России, хан прибыл в Акушу, где был созван съезд Акуша-Дарго и других даргинских вольных обществ. На этом съезде он просил вместе выступить против русских войск в Дагестане. Акушинцы, отправив приглашения мехтулинцам, усишинцам и цудахарцам и собрав до 10 000 солдат, двинулись с Шейх-Али-ханом через Табасаран в Кубу. В феврале русские сообщали, что Шейх-Али и акушинцы расположились в кубинских деревнях.
В апреле 1809 года Шейх-Али и Сурхай встретились и заключили мир, договорившись вместе напасть на Кубинское ханство. 12 апреля они устроили поход.
В том же году часть ширванского населения угнала баранту жителей Кубинского уезда. За это Шейх-Али-хан повёл войско, ограбил скот и имущество некоторых селений Ширвана и вернулся. В ответ ширванский хан Мустафа-Хан, взяв своё и русское войско во главе с полковником Тихоновским выступил на завоевание Кубы. Когда они подступили к городу, влиятельные лица явились к полковнику и Мустафа-Хану и заявили им, что они подчинятся России. В то время Шейх-Али-хан ушёл из Кубы в Табасаран к своему зятю Абдулла-Беку, сыну Рустам-Кади, пробыл там несколько дней, отправился в Акуша-Дарго, нашёл там в течение сорока дней до 5 тысяч человек даргинцев себе в помощь и с ними снова завладел Кубинским ханством, кроме города Кубы, оставшейся под русским контролем. Тогда бывший в Баку генерал-майор Гурьев прибыл с большими силами сразился с Шейх-Али-ханом около крепости Шабран и разбил его, причём Шейх-Али-хан вторично бежал, а его войско после значительных потерь ушло на родину в даргинские земли.
В сентябре 1809 году во владениях Сурхая состоялся съезд, на котором также были Шейх-Али и акушинские старейшины. На нём они решили через 10 дней напасть на Кубу. Шейх-Али достиг успехов. После некоторых сражений войско Шейх-Али окружило Кубу. Русский отряд, которым командовал генерал Репин, 13 августа 1810 года у реки Гильгиль-чай встретился с войском Шейх-Али. В ходе сражения русские были вынуждены отступить. Весть о победе Шейх-Али увеличивала его влияние, антироссийское восстание в регионе увеличивалось. В ответ на это русское командование признало Шейх-Али кубинским ханом и отдала Кубу и окружные сёла. Сообщалось, что в августе 1810 года, что жители Кубы и местные беки перешли к Шейх-Али и что с ним были «разные дагестанские народы». Но вскоре русским пришло крупное подкрепление и 4 октября они во главе с полковником Лисаневым у кубинской деревни Эрпели одержали победу над Шейх-Али. Хан отступил в Ерси. В октябре 1810 года отряд Лисанова атаковал Ерси и заставил Шейх-Али бежать вглубь Дагестана.

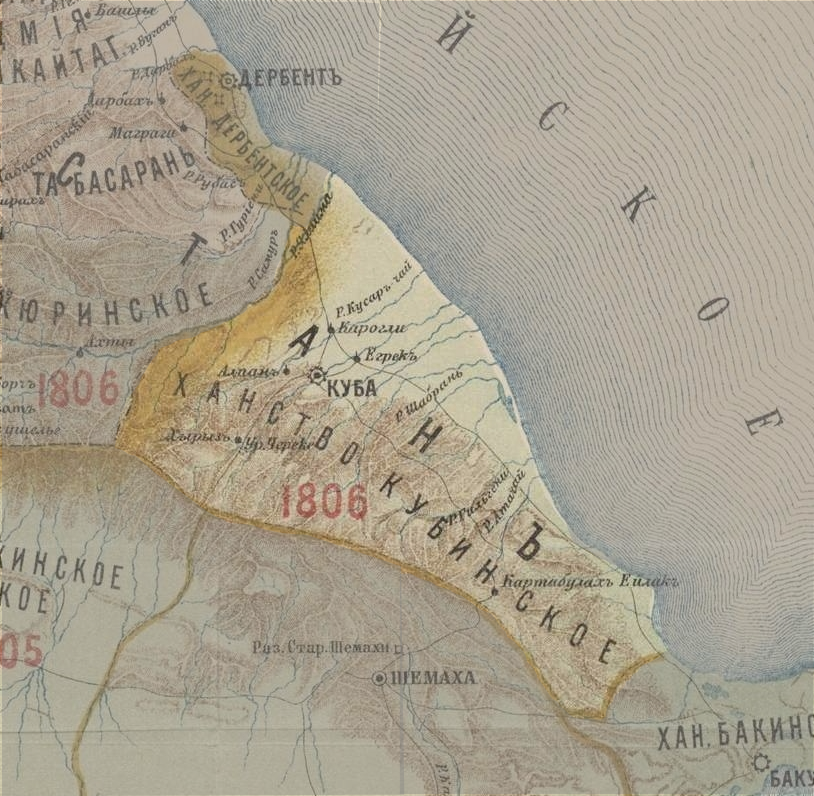
Кубинско-Дербентское ханство в границах 1806 года

В конце 1810 года планировалось очередное выступление горцев. Было решено выступить в поход в апреле 1811 года. Согласно некоторым сообщениям, «акушинцев и других горцев» набралось 19 000. По плану они хотели пойти через Кайтагские земли в Табасаран и далее к Дербенту. В июне были заняты Табасаранские владения. По рекомендации Сурхая, акушинцы старались, заняв Табасаран, разбить русских, стоявших на границах Кузикумухского и Кубинского владений, а затем ворваться в Кубинское ханство.
В октябре 1811 года Шейх-Али с акушинцами, дженгутаевским Хасан-ханом и людьми аварского хана появился в Табасаране.
Собрав в Акуше трёхтысячный отряд всадников, Шейх-Али пошёл в Табасаран, взял с дербентско-кубинским отрядом Хучни и начал готовить план удара на Кубу.
Русским стало известно о планах и наращивании сил Сурхая и Шейх-Али. Двинувшийся русский отряд, дойдя до Самура, даже не встретив противника, запросил поддержку из Дербента. Так они простояли несколько месяцев и наблюдали, как был захвачен Табасаран. После послания командующих командир отряда решился перейти Самур. В ноябре 1811 года у Аджинахура отряд был разбит, он отступил с большими потерями.
«Это памятка на будущее. Шайхали-хан собрал громадное количество войск Дагестана из округов Акушинского, Цудахарского и Даргинского. Они пришли в вилаят Кюрэ и вступили в совет с благородным эмиром Сурхай-ханом. Упомянутый эмир согласился и отправил свои полки, сделав их повелителем своего сына Нух-бека. Они перешли реку Самур и осели в селении Джаба (Джибир), где пробыли два дня. Затем на третий день на них пришли неверующие. Они сражались с этими неверующими с рассвета и до заката солнца. Войска неверующих были разбиты, из числа их они убили семьсот вооруженных мужей, а их оружие и их коней разграбили. Неверующие возвратились затем в селение Зейхур, где оставались в течение пятнадцати дней. Шайхали-хан из селения Джаба пошел затем к селению Рустав. К упомянутому селению из Ширвана прибыл проклятый [враг] и они имели там большое сражение. В благословенном месяце зу-л-хиджа 1227 года полки мусульман были разбиты».
В декабре 1811 года Шейх-Али в союзе с акушинским кадием Абубекром и сыном Сурхай-хана II Нух-беком двинулись с войском до 8000 человек на Кубу, занятую отрядом генерала Гурьева. Они захватили в этом владении все поселения, кроме Зейхура и города Кубы, и вернули их во власть Шейх-Али-хану. Тогда Гурьев, стоявший с русским войском в Зейхуре, выступил оттуда с частью войска в село Джибир и сразился там с отрядом Шейх-Али-хана. Но вследствие плохих дорог, русское войско ничего не могло там сделать, вернулось в Зейхур и встало там, выжидая помощи извне, подобно тому, как и русское войско, находившееся в Кубе, также было заперто и выжидало помощи. На 4 месяца вся остальная территория ханства оказалась в руках Шейх-Али, он также начал строить новую резиденцию и крепость в Крызе. Скоро подошёл отряд полковника Лисаневича с конницей из Ширвана и Нухи и он отогнал осаждающих Кубу. Всеми силами Лисаневич разбил Шейх-Али у села Чичи и преследовал его до Ерси, где разбил его ещё раз, после этого Шейх-Али вместе с табасаранским кадием нашли убежище в Акуша-Дарго.
В это время против хана были направлены русские войска под командованием генерал-майора Хатунцева. К ним присоединился и боровшийся с Шейх-Али отряд Аслан-хана Кази-кумухского. В 1811 году у Рустова (ныне село в современном Губинском районе Азербайджана), бывшего резиденцией Шейх-Али-хана, где он прожил 2 месяца, произошло сражение. По русским данным, бой длился 4 часа. После больших потерь с обеих сторон русские войска разбили Шейх-Али-хана и Нухбека. В этом сражении был убит акушинский кадий Абубекр
В последующем, Шейх-Али долго скрывался в акушинских сёлах. Видя неудачное для продолжения войны положение, в 1812 году Сурхай и акушинский кадий присягают России. Одним из условий присяги акушинцев было то, что Шейх-Али оставят у них, так как тот был их кунаком и они по обычаям не могли его выдать. Шейх-Али и дальше хотел воевать с Россией, но после присяги акушинцев методов для борьбы уже не осталось .
В 1818 году Шейх-Али со своим зятем Абдуллой Ерсинским участвовал в Башлынской битве. На четвёртый день осады подчинённые Шейх Али-хана начали отыскивать трупы русских солдат и отрезать «уши и другие члены», набрав целый мешок. После этого отряд Шейх-Али-хана и Абдуллы покинул Башлы и ушёл в Кубу. Как оказалось, впоследствии мешок был вручён послами персидскому шаху Аббас-Мирзе в обмен на деньги для найма войск.
В 1819 году прошёл поход Ермолова в Акушу, в ходе которой прошла победная для России битва у Леваши, где Шейх-Али был одним из руководителей обороны.
Вплоть до 1819 года Шейх Али-хан, вытесненный в горы, продолжал партизанскую войну.
После покорения русскими Акуши, хан скрывался в аварском Койсубулинском обществе, в селе Аракани. Впоследствии он пришёл в Акушу, так как он был в долгах и койсубулинцы его притесняли. Акушинский кадий позволил людям Шейх-Али пройти в Дербент для того, чтобы одолжить деньги.
Ермолов требовал от жителей Аракани его выдачи, но безрезультатно. Позже его переселили в Балахани. Точных данных о его смерти нет, однако по некоторым сведениям, он умер либо в 1821 году, либо 25 мая (6 июня) 1822 года.

### Российская экспансия
Акуша-Дарго в силу своей многолюдности могло выставлять многочисленное по масштабам Дагестана войско от 15 до 25 тысяч человек и играть заметную роль в происходивших политических событиях. В связи с этим Акуше, как политическому и экономическому центру крупного союза сельских общин, отводилось особое место в политике России на Кавказе в начале XIX века.
В начале XIX века политическая ситуация в Дагестане и на Кавказе в целом постепенно менялась в пользу России, которая систематически расширяла своё влияние на горские владения и общества. В 1801 году Картли-Кахетинское царство было присоединено к России. Тем самым Дагестан оказался охваченным полукругом с запада российскими владениями. В 1804 году началась Русско-иранская война и возможность иранского реванша снова разделила на два лагеря дагестанских владетелей. Россию поддержал шамхал Тарковский Мехти II, а Иран — Сурхай-хан II Казикумухский, к которому присоединился Шейх-Али-хан Дербентский, сын и наследник Фатали-хана. Акуша-Дарго на стороне Шейх-Али-хана выступило против России.
В июле 1806 году русские войска взяли Дербент. Позже Дербентское ханство было передано в управление Мехти-шамхалу Тарковскому. 3 октября 1806 года русские войска присоединили Бакинское ханство, а затем и Кубинское. Успехи русских войск вынудили Шейх-Али-хана и Сурхай-хана II Казикумухского покориться. Свою лояльность к России засвидетельствовали тогда же многие владетели Дагестана, однако опираясь на Иран и Турцию часть из них выступала против русских. 1809 год оказался наиболее сложным в ходе русско-иранской и русско-турецкой войн на Кавказе. В январе 1809 года Шейх-Али-хан с помощью 5000 акушинцев вернул Кубинское ханство, на 20 дней осадив русский батальон в Кубе. Генерал-майору Гурьеву с русским войском и бакинским ополчением удалось вызволить Кубу и отогнать Шейх-Али-хана.
Таким образом, Акуша весьма активно поддерживала основного противника России в Дагестане и северном Азербайджане Шейх-Али-хана. В связи с этим российское командование на Кавказе выражало озабоченность, поскольку Акуша как центр сильного союза сельских общин могла выставить значительную силу и заметно изменить ход происходящих военно-политических мер России в этом регионе. Кроме того, от шаха и турок шли письма и деньги. Фирман турецкого султана Махмуд-хана II получили многие дагестанские владетели, в числе которых был и акушинский кадий. Таким образом, Шейх-Али-хан в 1810 году с помощью горцев сумел завладеть на 4 месяца всей территорией Кубинского ханства. Но подошедший отряд полковника Лисаневича с конницей из Ширвана и Нухи разбил войска Шейх-Али-хана у села Чичи и преследовал его до Ерси, где он и был разбит вторично, после чего вместе с зятем Абдуллой-беком попросил убежища в Акуша. Акуша, приняв Шейх-Али-хана и оказывая ему военную помощь, фактически превратилась в центр неспокойствия в Дагестане и плацдарм дальнейшей политики Шейх-Али-хана, направленной как против России, так и ее союзников в Дагестане.

#### Поход Ермолова в Акушу
В декабре 1819 года генерал Алексей Ермолов с войском совершил поход к аулу Акуша, кульминацией которого явились победоносная для России битва у Леваши и последующее разорение сёл. Мухаммад-кадий был снят с должности, и назначен был Зухум. В помещении сельской мечети старшины Акуша были приведены к присяге на верность российскому императору. Акушинцы были вынуждены выдать 25 аманатов, они также обязывались ежегодно выплачивать в казну налог в виде 2000 баранов, но уже в 1826 году Акуша-Дарго было освобождено от податей.
Согласно договору 1819 года между акушинским обществом и царским командованием, кадий был обязан:
- сохранять прежний образ управления и обычаи;
- обращаться непосредственно к главнокомандующему;
- не иметь связей с врагами России, не давать им убежище;
- союзничать с подданными России;
- не вмешиваться в распри соседей;
- разрешается собирать войска для обороны границ, но не выходить за них без разрешения главнокомандующего;
- доводить повеления главнокомандующего до обществ.

Признавалось полное самоуправление общества. Акуша-Дарго приобрела статус нейтральной зоны, царские войска не могли располагаться и строить укрепления на землях Акуша-Дарго. 26 декабря 1819 войска покинули пределы вольного общества.

#### 1820—1842
После столкновения с русскими войсками в 1819 году вплоть восстания 1843—1845 годов Акуша-Дарго перестало участвовать в военных конфликтах против царских войск. Как пишут русские послевоенные историки, Акуша принадлежало к той категории обществ, которые характеризуют следующим образом: «считавшая себя по отношению к нам как равная власть к равной и — хотя мы, больше по привычке, и называли их покорными — мечтавшие только о союзе с нами, но ни в каком случае не допускавшие мысли о подчинении».
Царский историк Василий Потто писал, что акушинцы удержали Дагестан в спокойствии и не дали поддержать Чечню во время восстания 1825 года, в частности, акушинские кадии Мухаммад и Зухум успокоили койсубулинцев.
500 цудахарцев с небольшим числом людей из самой Акуши участвовали в осаде крепости Внезапной имамом Гази-Мухаммадом. Имам писал, что «акушинцы более всех мне преданы». При этом сам акушинский кадий Мухаммад был настроен против Гази-Мухаммада, но до столкновения дело не дошло.
Благодаря существованию нейтрального и самоуправляемого союза Акуша-Дарго, полная блокада русскими Имамата Шамиля, пограничного с союзом, была невозможна. Проходило нелегальное посредничество и пропуск отар на кутаны, облегчавшие жизнь жителей Имамата. Такая позиция дружественного нейтралитета была полезнее Имамату, чем прямая военная поддержка.

#### Восстание 1843 года
В 1843 году Акуша-Дарго перешло на сторону имама Шамиля. В последующие годы Акуша-Дарго после нескольких сражений опять было захвачено, вследствие чего началось мухаджирство (переселение) части жителей Акуша-Дарго в Имамат.
В октябре 1846 года Шамиль совершил повторный поход в Акуша-Дарго, завершившийся скорым отступлением после сражений с царскими войсками.

#### Ликвидация
Напряженность в Акуша-Дарго возросла в начале 1850-х годов  в том числе в результате того, что имам Шамиль в соседний с акушинцами Гоцатлинско-Гергебильский участок Имамата назначил наибом мухаджира Абакара-хаджи Акушинского, сына Мухаммад-кади. Абакар имел связи и единомышленников в Акуше. Число сторонников Шамиля стремительно росло и в 1853 году они явно принимали участие в сношениях имама с Кайтагом и Табасараном, где действовали его посланцы. В итоге акушинцы отказались от исполнения приказов назначенного русскими Нур-Баганд-кадия и от выплаты повинностей. Через Акуша-Дарго беспрепятственно проходили шамилёвские солдаты и в нём находили убежище возвращавшиеся местные мухаджиры, а сами акушинцы обрабатывали земли мухаджиров, пока тех не было. В декабре 1853 года в Акуша-Дарго прибыл подполковник Лазарев с тремя ротами. В результате акушинцы были приведены к повиновению, а дома мухаджиров, которые успели скрыться в горах, были сожжены. Из-за необходимости присутствия на месте постоянного русского штаб-офицера был образован Даргинский округ с Лазаревым во главе, а система кадийства Акуша-Дарго в 1854 году ликвидирована. На момент 1856 года Даргинский округ не платил ничего ни в казну, ни в земские сборы.

## Состав и территории

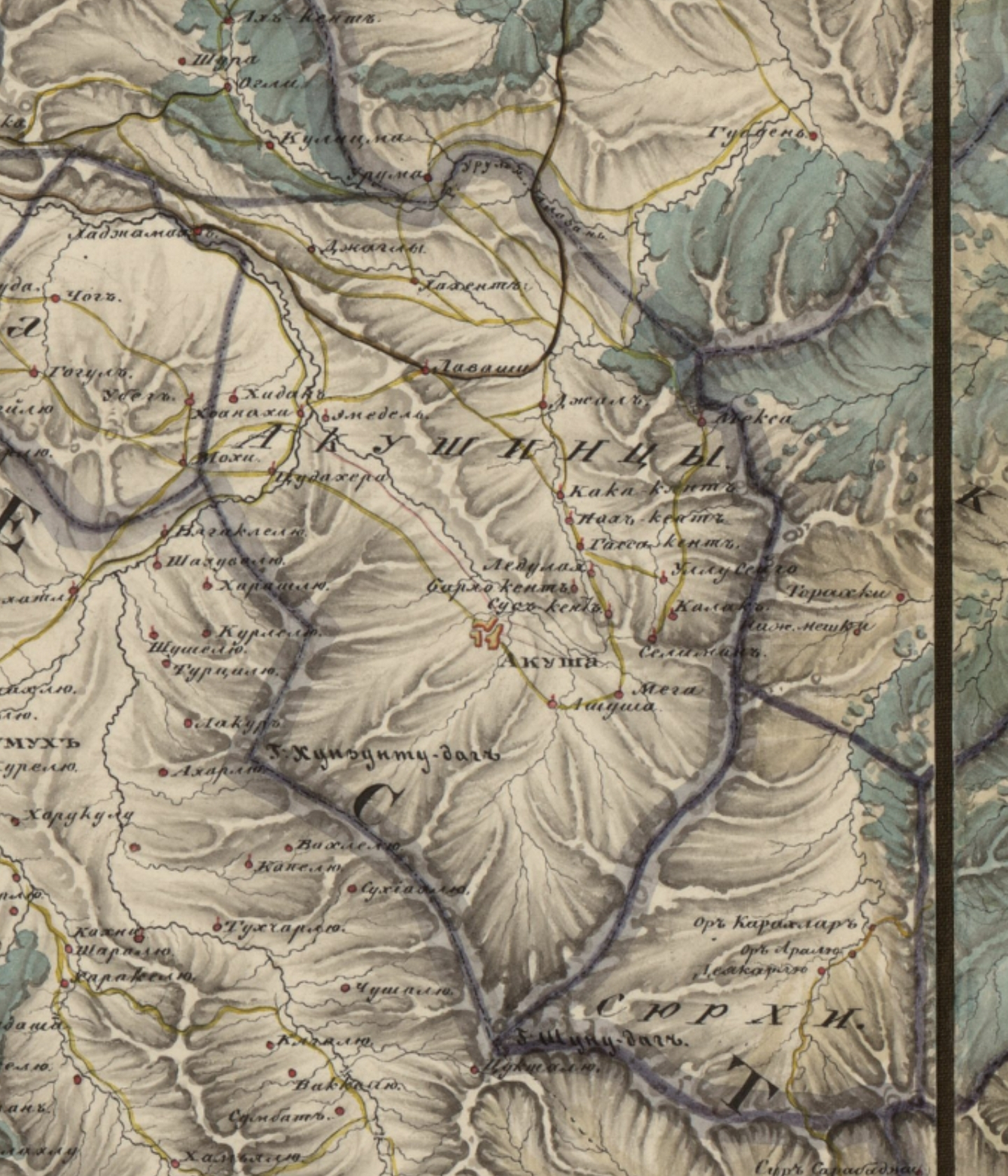
Акуша-Дарго (акушинцы) на карте 1834 года

Основу Акуша-Дарго составляли 5 обществ: Акушинское, Мугинское, Мекегинское, Усишинское и Цудахарское.
По разным данным, в состав союза Акуша-Дарго также входили в разный период времени следующие общества:
- Бутринское
- Гапшиминское
- Губденское
- Кадарское
- Кутишинское
- Сюргинское
- Урахинское.

Цудахарское и Сюргинское общества не всегда вписывали в союз Акуша-Дарго. Такие противоречия в сведениях могут говорить о том, что эти общества не сразу, а возможно, периодически в случае опасности, объединялись с Акуша-Дарго.
Союз включал территории нынешних Левашинского и Акушинского районов Дагестана. Акуша-Дарго граничила на севере с Мехтулинским ханством, на северовостоке — с Тарковским шамхальством, на юге — с Сюргинским союзом, на востоке — с Каба-Дарго и Кайдагским уцмийством, на западе — с Андалалом и Казикумухским ханством.  Кроме основного даргинского населения, в состав входили аварцы (Кутиша, Хахита, Дуни, Чогли) и лакцы (Балхар, Уллу-Чара, Цулекани и Кули).

## Государственный строй

### Структура
Союз Акуша-Дарго делился на территориально-административные сельские общества. Каждое из сельских обществ имело своих выборных старшин. В особо крупных было несколько старшин. Выбирались на сельском сходе, где участвовали только совершеннолетние мужчины. Они следили и направляли всю хозяйственную и политическую жизнь в своих обществах, а также вершили суд по всем гражданским делам, не относящимся к разбору по шариату. Также выбирался один мангуш. Его роль заключалась в том, что бы передавать распоряжения кадиев и картов (старшин). Также мангуш был голосом народа в случае, если кадиям и картам нужно было узнать мнение людей. Назначались старшинами и джамаатом исполнители, на срок от одного месяца до года. Исполнители выполняли функцию полицейских. Количество их зависело от размеров общины. Руководил и следил за работой исполнителей мангуш.

Главой всего Акуша-Дарго был старший кадий, который также выбирался. Кадий являлся верховным правителем, судьей и военачальником, представляя собой вершину всей духовной и светской власти. Следил за соблюдением норм шариата и адатов, разбирал конфликты между различными обществами Акуша-Дарго. Он принимал решения, объявлял войны и сам руководил и выступал во главе войск. В мирное время кадий был верховным судьей для всех обществ Акуша-Дарго. Позже назначение кадия от выборного перешло к наследственно-выборному принципу. Кадием Акушинского союза выбирался представитель из тухума Верхнего аула Кьадихъали. Все кадии союзов общин, входивших в Акуша-Дарго, находилась «в зависимости от главного даргинского кадия», он «решал с советом старшим важнейшие общественные дела, управляя притом духовною властью». Сложилось подобие системы церковно-государственного или теократического управления. Важность главного кадия дошла до того, что жители других даргинских обществ, не являвшихся частью в федерации, недовольные решениями своих кадиев, обращались к нему.

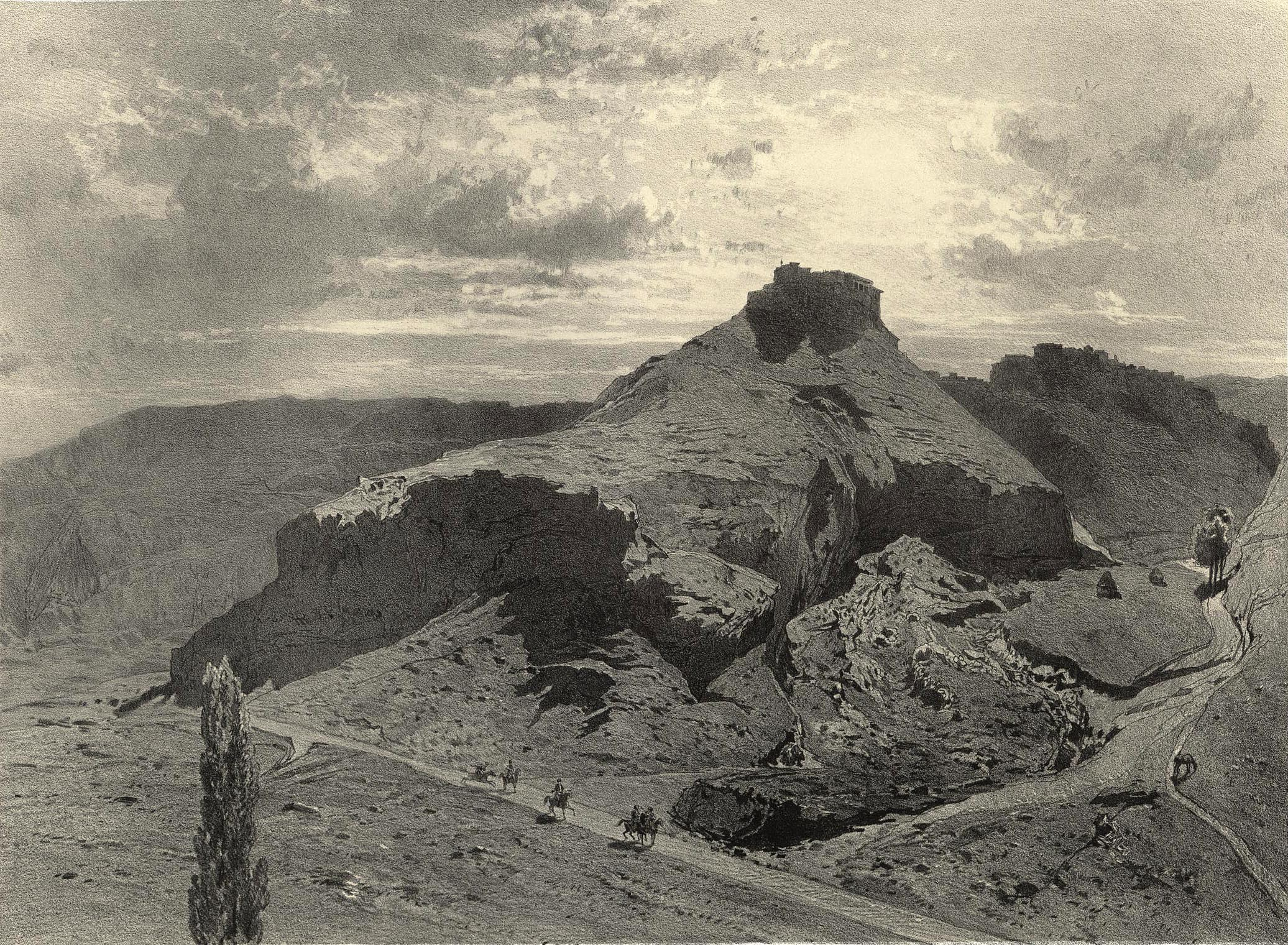
«Акуша центральный Дагестан» (1847), Художник Григорий Гагарин

Исследователь П. А. Брюханов писал: «Демократические вольные общества справедливо назывались республиканскими, а некоторые из них — даже федеративными союзами вольных обществ». Республиками он называет Анди и Цудахар, а Акуша-Дарго «федеративным объединением, хотя с наследственным кадием».
Для обсуждения самых важнейших вопросов акушинский кадий созывал совет представителей всех союзов общин, бывших частью федерации, недалеко от нынешнего селения Бурхимакмахи на роще «Цахнабиркла дирка» (в пер. «поляна собраний»), роща представляет из себя заросшую травой трассу с куполообразным холмом в центре, где восседал акушинский кадий. Сход организовывался иногда 3, 4 раза в год. В период между подобными сходами стабильно действующим коллективным органом управления федерации был высший совет во главе с акушинским кадием, куда входили 12—15 человек, в основном кадии и старшины союзов общин, с которыми он общался.

### Духовенство
Во главе духовной власти в сельских обществах стояли сельские кадии, будуны, муллы. Кадии имели в пределах своего селения те же религиозные права, что и кадии союзов сельских обществ. Будуны являлись помощниками кадиев и во время отсутствия последних выполняли и их функции.

## Список кадиев
В исторических источниках встречаются следующие кадии с годами правления:
- Гаджи-Махмуд, сын Мухаммада (конец XVI — начало XVII вв.)
- ? — неизвестные кадии от XVII в. до 80-х годов XVII в.
- Абд-ал-Халим (Абдулхалим), сын Динмухаммад (вторая половина XVII в.)
- Айюб (Айгуб, Айгун) (начало XVIII в. — 1709)
- Абд-ал-Халим (Абдулхалим) (1719—1712)
- Аслубекер (Аслубакар)  (? — начало 30-х годов XVIII)
- Аджи-Айгун (Гаджи-Айгун, Айгуб-Гаджи) (30-е годы XVIII — 1766)
- Абакар-Гаджи (? — 1811)
- Зухум (1811 — 1811)
- Мухаммад, сын Абакар-Гаджи (1811 — 1819)
- Зухум (повторно, 1819 — 1827)
- Мухаммад, сын Абакар-Гаджи (повторно, 1827 — 1847)
- Шабан-Зухум из Уллу-ая (1847 — ?)
- Нурбаганд-кадий, сын Зухума (? — 1854)

В 1854 году кадийство было ликвидировано царским правительством, а Даргинский округ разделен на участки, во главе которых ставились начальники.
Учитывая наследственность титула, предполагается, что отцы Гаджи-Мухмада и Абд-ал-Халима — Мухаммад и Динмухаммад — также были кадиями до своих сыновей.

## Население
По данным 1730-х годов, в союз входило около 30 деревень, по более поздним данным, вместе с хуторами более — 130. В конце 18 века было 30 тысяч дворов с населением от 90 до почти 100 тысяч человек. Наиболее крупными селами были центры союзов — Акуша, Мекеги, Усиша, Цудахар, Муги.
По Гюльденштедту в Акуша было до 1000 семей, по Рейнеггсу — 7000, по Ермолову — в провинции Акушинской не менее 15 тыс. человек.
В Цудахаре жило до 2 тысяч семей. Крупными также были аулы Гапшима — 800 дворов, Уллу-ая — до 800 домов.
Такая многолюдность обеспечивала федерацию огромным по масштабам Дагестана войском, доходившим до 17 тысяч человек, одно только Мекегинское общество выставляло 4000 воинов.

### Описание жителей
А. П. Ермолов говорил, что 
«отличительными чертами акушинского народа служат добронравие, кротость и трудолюбие, несмотря на прирожденную им воинственность и гордость. Праздность почитается у них пороком, и, может быть, эти-то именно качества и поставили их выше соседей, которым они уступают в силе, но которых превосходят умственным и нравственным развитием».
Василий Потто характеризует население так:
«С удивлением смотрели русские на прекрасные жилища поселян, попадавшиеся им на пути. Большая часть домов, выстроенная из необожженного кирпича, была обширна, чиста и опрятна. Но что особенно поражало — это обработка земли в гористой и неудобной местности. Здесь-то именно, на самых страшных крутизнах, и попадались площадки посевов, расчищенные со страшными усилиями и искусно поддерживаемые контрфорсами. Обработка земли у дагестанцев могла бы сделать честь самому просвещенному культурному народу».
Яков Костенецкий пишет:
«Все жители одеваются довольно опрятно, лучше нежели другие дагестанцы, и это показывает, что они живут достаточно, по своим потребностям. Оружия они не имели с собой никакого, кроме кинжалов, из которых иные в аршин длины и как ладонь широкие, но весьма просто оправлены. В своих неприступных скалах, они менее подвержены нечаянным нападениям, нежели черкесы или чеченцы, и потому у них нет обыкновения, подобно им, носить всегда на себе все свое оружие, которое они, впрочем, в исправности сохраняют до случая».
Полковника Муравьев-Карский:
«Общество сие, отличающееся от прочих образований своим мудрым правлением и силою, всегда имело большое влияние на все другие общества и владения Дагестана, так что оно даже имело у себя в залоге сыновей владельческих. Многочисленные войска акушинские считались непобедимыми до вторжения к ним Алексея Петровича».

## Экономика

### Ремесло
Акушинцы промышляли обработкой металла, камней, шерсти, кожи, глины, хозяйственной обработкой дерева. Резьба по камню была широко распространена. Особенно искусно изготовлялись каменные надгробия, украшавшиеся резьбой. Профессия камнереза, как правило, передавалась по наследству. Развитию металлообработки способствовало наличие вблизи Муги железной руды. Почти во всех больших аулах Акуша-Дарго имелись кузнецы, которые изготовляли серпы, косы, мотыги, топоры, лопаты, подковы, а также холодное и огнестрельное оружие.
Монеты не чеканились. В качестве общего эквивалента при обмене выступали бараны, домотканный материал и котлы.

### Земледелие
Генерал Ермолов отмечал, что акушинцы занимали гористые места, среди которых находилась «не весьма обширные, но прекрасные долины. Земля оной весьма плодородна и обработана с чрезвычайным тщанием, нет малейшего пространства не возделанного».
Главными возделываемыми зерновыми культурами были пшеница, голозерный ячмень, ячмень, рожь, овес, просо, горох. В незначительных масштабах лён и конопля. Из-за малой урожайности зерновых и аграрной перенаселённости земледелие Акуша-Дарго не могло в полной мере утолить потребность в хлебе жителей, вследствие чего они покупали хлеб у Урахинского союза, Кайтага и Шамхальства. Завозя хлеб, акушинцы также часть его перепродавали жителям Аварского ханства. В речных областях земледелие сочеталось с садоводством (Цудахар, Хаджалмахи), выращивали виноград и другие плоды.
В Акуша-Дарго существовало четыре формы собственности на землю: частная, мечетская, тухумная (родо-племенная) и джамаатская.

### Животноводство
Акушинцы в крупных масштабах занимались животноводством, в частности овцеводством и скотоводством. Разводило население Акушинского союза главным образом коров и быков местной породы. Лошадей верхнедаргинцы содержали немного. Большое место в хозяйстве занимали ослы. Из домашних птиц разводили только кур. Овечья и козья шерсть шла на паласы, войлоки, бурки, сукно. Из шкур и кож изготовлялись шубы, обувь, головные уборы (папахи) и хозяйственные и бытовые вещи. В ряде сел, в особенности в Цудахарском обществе, выделывались исключительно тонкие и мягкие сукна из верблюжьей шерсти, которые в большом количестве закупалась в Астрахани.
Главной проблемой в овцеводстве для акушинцев было отсутствие на своей территории зимних пастбищ для содержания скота, из-за чего было необходимо перегонять его на прикаспийскую низменность — на территорию Шамхальства и Кайтага. Аренда зимних пастбищ обходилась дорого. По данным на начало XVIII века, число отгоняемых овец в Кайтаг достигало более ста тысяч.